# Stoyanka Kurbatova
Stoyanka Kurbatova (nacida como Stoyanka Gruicheva, 18 de marzo de 1955) es una deportista búlgara que compitió en remo.
Participó en dos Juegos Olímpicos de Verano en los años 1976 y 1980, obteniendo dos medallas, oro en Montreal 1976 y bronce en Moscú 1980.

## Palmarés internacional
| Juegos Olímpicos | Juegos Olímpicos  | Juegos Olímpicos  | Juegos Olímpicos |
| Año              | Lugar             | Medalla           | Prueba           |
| ---------------- | ----------------- | ----------------- | ---------------- |
| 1976             | Montreal (Canadá) | Medalla de oro    | Dos sin timonel  |
| 1980             | Moscú (URSS)      | Medalla de bronce | Dos sin timonel  |